# Каконді
Каконді (порт. Caconde) — муніципалітет в Бразилії, входить до складу штату Сан-Паулу. Є складовою частиною мезорегіону Кампінас. Входить до економічно-статистичного мікрорегіону Сан-Жуан-да-Боа-Віста. Населення становить 19 187 чоловік (станом на 2006 рік). Займає площу 470,487 км².
День міста — 8 грудня.